# 문재인의 제19대 대통령 선거 행보
이 문서는 대한민국 제19대 대통령 문재인의 19대 대선의 행보를 다룬다.

## 대선 캠프 영입 인사
문재인 캠프 자문그룹 출범식에는 장·차관급 인사 49명이 참석했다. 문재인 측이 공개한 1차 명단 37명 외에 20명이 더 참석한 것이다(8명 행사 불참). 49명 중에는 김대중·노무현 정부뿐만 아니라 이명박 정부에서 임명직을 맡은 사람도 있었다. 이 중 이삼걸 전 차관, 김진우 전 에너지경제연구원장, 박봉규 전 이사장, 박재영 전 사무처장, 우형식 전 차관, 이승우 전 사장은 이명박 정부에서 임명직을 맡았던 사람들이다. 노무현 정부에서 산업자원부 차관을 맡았던 오영호 전 차관은 이명박·박근혜 정부 시절 대한무역투자진흥공사(KOTRA) 사장직을 맡기도 했다.
문재인은 윤영찬 네이버 부사장을 소셜네트워크서비스(SNS) 담당 본부장으로 영입했다. 윤영찬 부사장은 동아일보 기자를 거쳐 네이버 미디어서비스 실장(미디어 담당 이사), 한국인터넷기업협회 운영위원장 등을 역임했다. 문재인 캠프는 보도자료를 통해 "윤영찬 본부장은 예종석 홍보본부장에 이어 두번째 외부 전문가 출신의 영입 본부장"이라며 "문재인의 시의 삼고초려 끝에 정권교체를 위해 더문캠 합류를 결심하고, 오늘 사의를 표했다"라고 설명했다.
그는 주요 여성계 인사인 남인순 의원을 여성본부장으로 영입했다. 남인순 의원은 "선거캠프에 이례적으로 여성본부를 만든 것은 의미가 있다. 공약이나 일정을 만들 때 여성의 시각이 상당히 많이 반영될 것으로 기대한다"며 "저도 정책에 있어 여성의 참여를 확대하기 위한 노력을 함께하겠다"고 말했다.
문재인 측은 ICT(정보통신기술) 분야에서 정책개발을 주도할 디지털혁신 특보단을 구성한다고 30일 밝혔다. 디지털혁신 특보단원에는 김기창 오픈웹 대표와 박태웅 KST앤파트너스 대표, 양희천 호서대 기술경영대학원 기술연구소장, 오석근 부산대 부총장, 이승종 네무스텍 대표, 임문영 인터넷 칼럼니스트, 한창민 전 오픈넷 사무국장이 합류했다.

## 페미니스트 대통령 선언 및 남녀 동수 내각 공약
더불어민주당 문재인 후보는 2월 16일, ‘성 평등 공약’을 발표하며 “페미니스트 대통령이 되겠다”고 선언했다. 그는 "내가 페미니스트 대통령이 되겠다고 약속했지만 사실 많이 모자라다"며 "여성의 마음을 이해하지 못하는 부분이 많겠지만, 약속한 대로 페미니스트 대통령이 되고 여성 일자리 대통령이 되기 위해 노력하겠다"고 밝혔다.
4월 21일 문재인 후보는 대통령이 된다면 임기 내에 단계적으로 남녀 동수 내각을 실현하겠다고 했다. 공공부문에서 먼저 유리천장을 없애겠다고 했다. 성별과 스펙 등을 보지 않는 블라인드 채용을 확대해 입사시 여성이 받는 제약을 최소화하고, 남녀 임금격차도 15.3%까지 줄이겠다고 했다.

## 재벌 준조세금지법 도입 공약
2017년 1월 10일, 문재인은 "30대 재벌 자산을 살펴보면 삼성재벌의 자산 비중이 5분의 1이다. 범삼성재벌로 넓히면 4분의 1에 달한다. 범 4대 재벌로 넓히면 무려 3분의 2가 된다"며 "반면 중견재벌의 경우 경영이 어려운 곳도 있다. 재벌도 양극화한 것"이라고 주장했다. 그러면서 "역대 정부는 재벌개혁에 성공하지 못했다. 그래서 저는 꼭 실현 가능한 약속만 하고자 한다"며 4대 재벌 개혁에 집중하겠다고 강조했다. 여기서 언급한 '4대 재벌'은 삼성그룹, 현대차그룹, LG그룹, SK그룹이라고 설명했다. "현행 공정거래법으로는 1위 삼성과 65위 기업이 같은 규제를 받는다"며 "규제를 10대 재벌에 집중토록 조치해 경제력 집중을 줄이겠다"고 밝혔다. 그는 "기업들이 2015년 납부한 준조세가 16조4천억원이었다"며 "준조세 금지법을 만들어 기업을 중앙 정부 권력의 횡포에서 벗어나게 하겠다"고 약속했다.
"정책공간 국민성장"이 주최한 간담회에서 그는 대기업에 준조세를 요구하지 않겠다고 약속했다. 그는 “한국금융ICT융합학회 조사 결과 대기업이 2016년 한 해 납부한 준조세가 16조4000억원으로 법인세의 36%에 해당한다”며 “대기업 준조세금지법을 만들어 정경 유착의 빌미를 사전에 차단하고 기업을 권력의 횡포에서 벗어나도록 하겠다”고 약속했다.

## 개성공단 2천만평 확장 공약
문재인은 "정권교체를 이루면 당초 계획대로 개성공단을 2단계 250만평을 넘어 3단계 2천만평까지 확장하겠다. 다양한 남북 경협 사업을 추진하고 우리 기업들의 북한 진출을 장려할 것"이라며 "경제통일을 통해 한반도와 동북아 상생의 시대를 열겠다"고 밝혔다. 이어 "그것이 위기에 빠진 우리 경제를 살리고 청년 일자리를 많이 만드는 길이자, 헬조선에서 탈출할 길"이라고 강조했다. 그는 "박근혜 정부의 어처구니없는 결정으로 입주기업들은 엄청난 피해와 고통에 내몰렸다. 남북경협과 한반도 평화의 꿈도 무너졌다"고 지적했다. 그는 "개성공단으로 우리가 얻는 것이 훨씬 많았다. 우리가 북한의 5만 노동자들에게 임금을 지급했지만 우리 업체 200여개에 협력업체만 5천여개였으니 우리가 얻는 이익이 수백 배 더 컸다"고 설명했다. 다만 문재인 후보는 바로 개성공단을 재개하지는 않겠다고 밝혔다. 문재인 후보는 2017년 4월 27일 “적어도 북한이 핵 개발을 동결하고, 핵 폐기를 위한 협상 테이블에 나와야 개성공단과 금강산 관광을 재개할 수 있을 것”이라고 말했다.

## 국정원 개혁 공약
문재인이 댓글공작, 정치개입 등으로 논란이 된 국가정보원을 개혁하겠다고 나섰다. 국내 정보수집 및 수사기능 폐지를 주장해 일각에서는 사실상 해체와 다를 바 없다는 비판이 제기되었다. 그는 "국정원의 적폐를 청산하고, 새로운 정보기관으로 쇄신하겠다"며 "국정원을 해외안보정보원으로 개편하겠다"고 주장했다. 그는 "간첩조작, 종북몰이 등 범죄에 연루되고 가담한 조직과 인력은 엄중히 책임을 묻겠다"고 했다. 그러면서 "국정원의 국내 정보수집 업무를 전면 폐지하겠다"며 "간첩조작 등으로 인권을 유린하고 국내 정보활동의 빌미가 되어왔던 국정원의 수사기능을 없애겠다"고 했다. 추가로 대공수사권은 특별히 국가경찰 산하에 안보수사국을 신설하겠다고 주장했다.

## 공공부문 81만개 일자리 공약
문재인은 “소방관 1만7000여명을 채용하고, 정규경찰을 연간 1만6700명 신규충원, 사회복지공무원 25만명, 보육교사 등을 늘리겠다”고 구체적인 숫자를 제시하며 “공공부문 81만개 일자리를 만들 수 있다“고 공약했다. 그는 “81만 개 일자리를 창출할 경우 이미 매년 쓰고 있는 일자리 예산 16조~17조원 외에 매년 4조~5조원씩 5년간 21조5050억원이 필요하다”고 밝혔다.

## 광화문 대통령 공약
문재인은 대통령 집무실을 정부서울청사로 옮기고 대통령 관저를 광화문 인근에 마련하겠다는 광화문 대통령 시대를 공약했다. 그는 “퇴근길에 남대문에 들러 시민들과 소주 한 잔 나눌 수 있는 서민 대통령이 되겠다"고 했다. 추가로 “대통령이 되면 남대문, 광화문 광장에 들러 시민들과 소통하고 전국의 산을 돌아다니며 시민들과 함께 등산하겠다“고 했다.

## 북핵 문제 해결 공약
문재인 후보는 대선공약집에서 6자 회담을 비롯한 다양한 양자·다지회담을 적극 활용해 한반도 비핵화·평화체제를 구축하겠다고 약속했다. 문 후보는 한미동맹을 굳건히 해 북핵 문제를 해결할 전기를 만들겠다고 밝혔다. 북한이 핵 폐기에 나설 경우 이에 보조를 맞춰 한반도평화협정을 추진하겠다는 방침도 소개했다.

## 북핵 대응 전력 조기도입
문재인 후보는 대선공약집에서 북핵에 관해서는 이에 대응할 우리 군의 핵심전력을 조기에 전력화하겠다고 문 후보는 약속했다. 핵심전력은 북한이 탄도탄 발사시 요격할 수 있는 한국형미사일방어체계(KAMD)와 적의 도발원점을 파괴하는 타격체계인 킬체인을 뜻한다.